# Modo Antiquo
Modo Antiquo è un gruppo di musica antica italiano dedicato all'interpretazione della musica barocca e della musica medievale.

## Biografia
Modo Antiquo fu fondato nel 1984 da Federico Maria Sardelli come ensemble dedicato allo studio ed all'interpretazione della musica medievale. Nel 1987 Modo Antiquo divenne anche un'orchestra barocca, esordendo con l'esecuzione del Ballet des Saisons di Jean-Baptiste Lully di fronte ad un pubblico di circa cinquemila persone. Da allora la formazione barocca si è affiancata a quella medievale, svolgendo attività concertistica e discografica in festival e sale da concerto di tutta Europa.
Con l'incisione dei Concerti per molti Istromenti di Antonio Vivaldi Modo Antiquo ha ricevuto nel 1998 la nomination ai Grammy Awards nella categoria Best small ensemble. Due anni più tardi, nel 2000, Modo Antiquo riceve una seconda nomination ai Grammy per la sua incisione dei Concerti grossi Op. VI di Arcangelo Corelli, ricostruiti per la prima volta con gli strumenti a fiato secondo le ricerche di Hans Joachim Marx e Franco Piperno. Da quel momento Modo Antiquo diviene un gruppo di riferimento internazionale per la musica barocca e in particolare per la rinascita del teatro vivaldiano: dal 2000 al 2007 mette in scena ogni anno una nuova opera di Vivaldi al Festival Opera Barga, incidendola in disco grazie all'appoggio della Westdeutscher Rundfunk che la diffonde anche radiofonicamente.
Il 12 giugno 2005 Modo Antiquo esegue in prima mondiale l'opera di Vivaldi Motezuma appena riscoperta da Steffen Voss; da quel momento altre esecuzioni si susseguono a Barga e Düsseldorf. Le pretese della Singakademie di Berlino, proprietaria del manoscritto, di bloccarne l'esecuzione si scontrano con due sentenze dell'Oberlandesgericht di Düsseldorf che dimostrano definitivamente come il testo vivaldiano possa essere eseguito liberamente. A partire dal 2005 Modo Antiquo firma un contratto di esclusiva con la casa discografica Naïve Records per l'incisione di musica di Vivaldi: con solisti come Sandrine Piau, Ann Hallenberg, Paul Agnew, Nathalie Stutzman, Anton Steck ed altri ancora, escono numerosi cd di musica vivaldiana (Arie d'Opera dal fondo Foà 28, l'Atenaide, i Concerti di sfida, New Discoveries, etc). Nel 2009 Modo Antiquo incide per Deutsche Grammophon un cd di arie d'opera di Händel assieme a Ildebrando D'Arcangelo.
Nella sua veste medievale Modo Antiquo, sotto la direzione di Bettina Hoffmann, dedica un'importante attività concertistica, discografica e di ricerca alla musica profana colta europea. Nel 1995-1996 incide per Opus 111 le danze strumentali medievali italiane e francesi, nel 1999 un doppio cd con i Carmina Burana medievali. Nel 2000 realizza un progetto storico-musicale intorno alla musica dei crociati. Modo Antiquo riscopre poi la melodia originale medievale della Confessio Goliae, il celebre poema dell'Archipoeta, presentata al pubblico in prima esecuzione mondiale in tempi moderni al Festival van Vlaanderen del 2010.

La discografia di Modo Antiquo conta attualmente circa 35 titoli, tra i quali si trovano numerose prime incisioni mondiali.

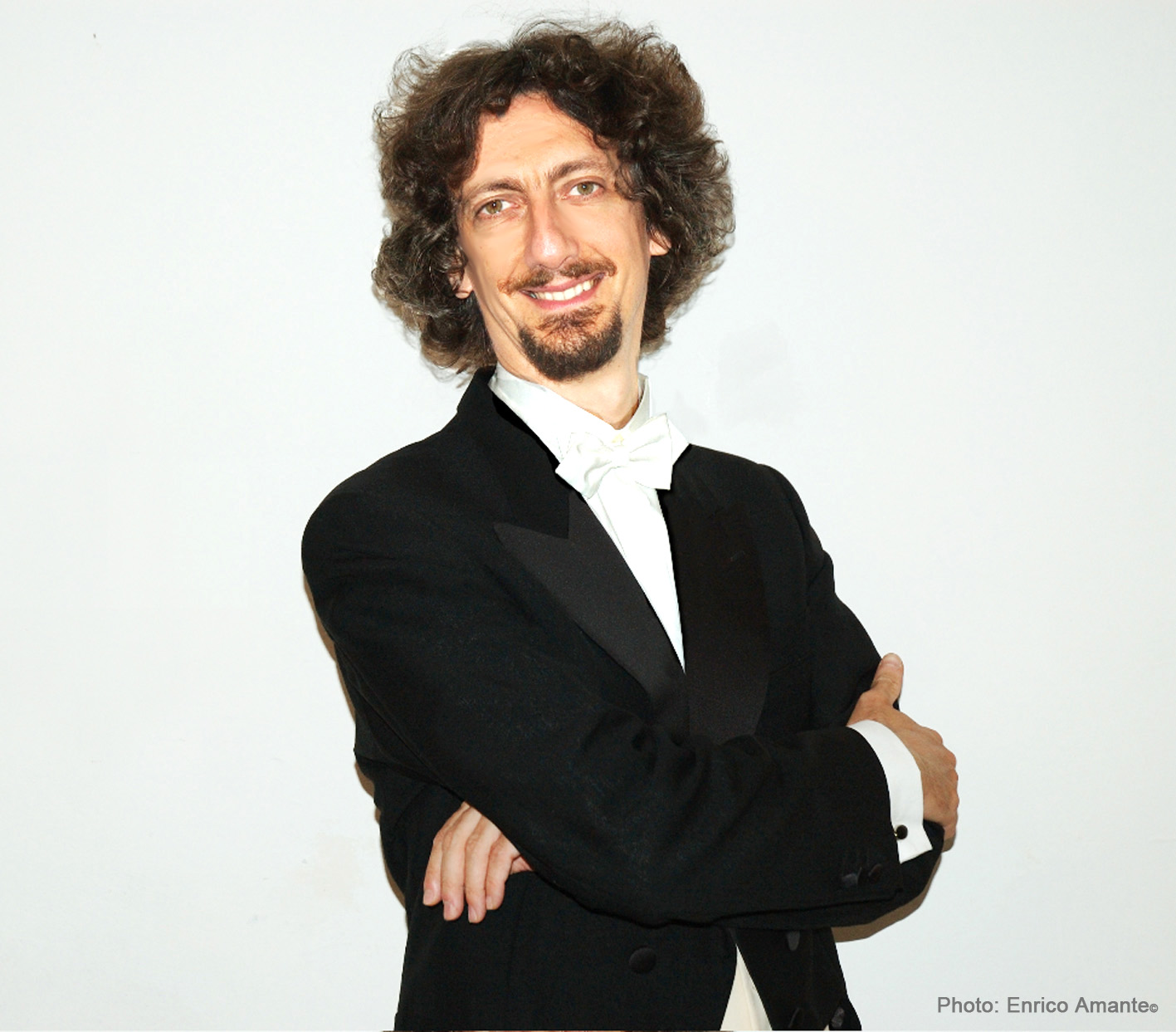
Federico Maria Sardelli, direttore dell'orchestra barocca Modo Antiquo

## Discografia (estratto)

### Orchestra Barocca
- Antonio Vivaldi, Orlando Furioso 1714, prima incisione mondiale. Naïve, 2012
- Antonio Vivaldi, New Discoveries II, Naïve, 2011
- Georg Friedrich Händel, Arie italiane per basso, Deutsche Grammophon, 2009
- Antonio Vivaldi, New Discoveries, World Première Recording, Naïve, 2009
- Girolamo Frescobaldi, Madrigali, Brilliant Classics 2009, Frescobaldi Edition, vol. 6
- Girolamo Frescobaldi, Arie musicali, Brilliant Classics 2009, Frescobaldi Edition, vol. 7
- Gerolamo Venier, Gena Lachrimis, Potsdam, 2008
- Antonio Vivaldi L'Atenaide (3 CD), World Première & Complete Recording, Naïve, 2007
- Antonio Vivaldi, I Concerti di Sfida, Anton Steck, violino, World Première Recording, Naïve, 2007
- Claudio Monteverdi, Combattimento di Tancredi e Clorinda, Lamento d'Arianna, Anna Caterina Antonacci, mezzosoprano, Naïve, 2006
- Antonio Vivaldi, Opera Aria, Sandrine Piau, soprano, Ann Hallenberg, alto, Paul Agnew, tenor, World Première & Complete Recording, Naïve, 2005
- Alessandro Scarlatti, Inferno, Cantate drammatiche, Elisabeth Scholl, soprano, CPO, 2006
- Antonio Vivaldi, Tito Manlio (3 CD), Amadeus Speciale, 2004/CPO, 2005
- Antonio Vivaldi, Orlando furioso (3 CD), Amadeus Speciale, 2003/CPO, 2007
- Antonio Vivaldi, Arsilda, regina di Ponto (3 CD), WDR, august 2001/CPO, october 2004
- Francesco Colombini: Concerti ecclesiastici; Motetti concertati. Tactus TC 585301
- Arcangelo Corelli, Concerti Grossi op. VI (2 CD), World Première Recording with wind instruments, Grammy Awards Nominée 2000, Amadeus speciale marzo 1998, Tactus, 1999
- Antonio Vivaldi, Juditha Triumphans (2 CD), Amadeus/WDR, 2000, Tactus, 2002
- Antonio Vivaldi, Concerti per molti Istromenti, Grammy Awards Nominée 1997, Tactus, 1996
- Antonio Vivaldi, Le Sinfonie dai Drammi per Musica, World Première & Complete Recording, Frame, 2002, Brilliant Classics, 2010
- Antonio Vivaldi, I 12 Concerti di Parigi, World Première Recording, Amadeus, Tactus, 1999
- Antonio Vivaldi, Le Cantate per soprano (4 CD), World Première Recording, Tactus 1998/99 (4 cd)
- Pietro Antonio Locatelli, Sonate à tre op. V, Tactus, 1996
- Antonio Vivaldi, I Concerti per flauto traversiere vol. I, Tactus, 1994
- Antonio Vivaldi, I Concerti per flauto traversiere vol. II, Tactus, 1995
- Alessandro Scarlatti, I Concerti per flauto, World Première Recording, Tactus, 1993

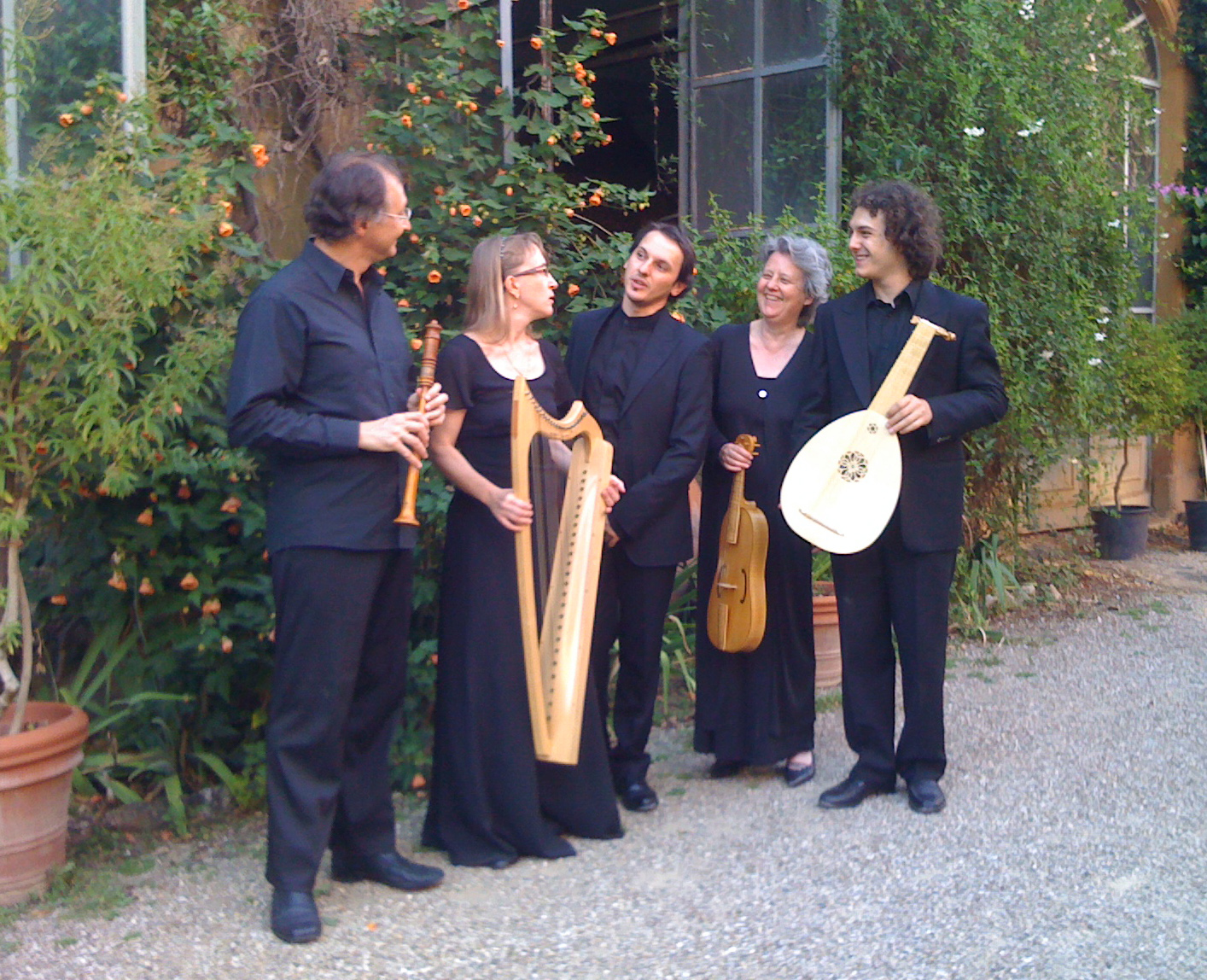
Ensemble medievale Modo Antiquo

### Ensemble medievale
- Secular Songs & Dances from the Middle Ages. Brilliant Classics (6 CD), 2006
- La musica dei Crociati. Amadeus Speciale (2 CD), 2000.
- Carmina Burana. Amadeus Speciale, (2 CD), 1999, Brilliant Classics, 2007.
- Dança Amorosa. Danze italiane del medioevo. Opus 111, 1995.
- Ghirardello da Firenze: Magridali, Cacce, Ballate dal Codice Squarcialupi. Nuova Era, 1992.